# Exèrcit indi britànic
L'exèrcit indi durant el domini britànic, també conegut com l'exèrcit indi britànic, va ser la principal força militar de l'imperi indi britànic fins al 1947. Va ser responsable de la defensa tant de l'Índia britànica com dels estats prínceps, que també podien tenir els seus propis exèrcits . Com es cita a l'Imperial Gazetteer of India, "El govern britànic s'ha compromès a protegir els dominis dels prínceps nadius de la invasió i fins i tot de la rebel·lió interior: el seu exèrcit està organitzat per a la defensa no només de l'Índia britànica, sinó de totes les possessions sota el sobirania del Rei-Emperador". L'exèrcit indi va ser una part important de les forces de l'Imperi Britànic, a l'Índia i l'estranger, especialment durant la Primera i la Segona Guerra Mundial.
El terme "exèrcit indi" sembla haver estat utilitzat per primera vegada de manera informal, com a descripció col·lectiva dels exèrcits de la presidència, que en conjunt comprenien l'exèrcit de Bengala, l'exèrcit de Madras i l'exèrcit de Bombai, de les Presidències de l'Índia britànica, particularment després de la rebel·lió índia. El primer exèrcit anomenat oficialment Exèrcit indi va ser creat pel govern de l'Índia el 1895, existint al costat dels tres exèrcits de presidència establerts des de fa temps . El 1903 l'exèrcit indi va absorbir els tres exèrcits. L'exèrcit indi no s'ha de confondre amb l'exèrcit de l'Índia (1903–1947), que era l'exèrcit indi més l' exèrcit britànic a l'Índia (unitats britàniques enviades a l'Índia), que després es va dividir en l'exèrcit indi i l'exèrcit pakistanès.

## Història

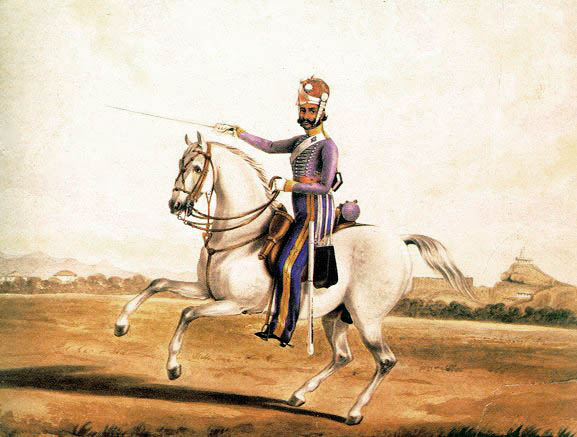
Una pintura que mostra un sowar del 6è de cavalleria lleugera de Madràs, vers 1845.

L'exèrcit indi té els seus orígens en els anys posteriors a la rebel·lió de l'Índia de 1857, sovint anomenada Motí indi a les històries britàniques, quan el 1858 la Corona va prendre el domini directe de l'Índia britànica de la Companyia Britànica de les Índies Orientals. Abans de 1858, les unitats precursores de l'exèrcit indi eren unitats controlades per la Companyia i es pagaven amb els seus beneficis. Aquestes operaven al costat d'unitats de l'exèrcit britànic, finançades pel govern britànic a Londres.
Els tres exèrcits de la Presidència van romandre forces separades, cadascun amb el seu propi comandant en cap. El control operatiu general va ser exercit pel comandant en cap de l'exèrcit de Bengala, que formalment era el comandant en cap de les Índies Orientals. A partir de 1861, la major part de la tropa oficial es va agrupar en els tres Cossos d'Estat Major Presidencial. Després de la Segona Guerra Afganesa, una Comissió d'Investigació va recomanar l'abolició dels exèrcits de la presidència. Les branques d'ordenança, Aprovisionament i Transport i Pagament estaven aleshores unificades.
La Força Fronterera del Punjab va estar sota el control directe del Tinent-Governador del Punjab durant els temps de pau fins al 1886, quan va passar sota el Comandant en Cap a l'Índia. El contingent d'Hyderabad i altres cossos locals van romandre sota control governamental directe. Les formacions superiors permanents – divisions i brigades – van ser abandonades el 1889. No es va mantenir cap estat major divisionari en temps de pau, i les tropes es van dispersar per tot el subcontinent, amb la seguretat interna com a funció principal. El 1891 els tres cossos d'estat major es van fusionar en un sol cos d'estat major indi.
Dos anys més tard, els exèrcits de Madràs i Bombai van perdre els seus càrrecs de comandant en cap. El 1895, els exèrcits de la presidència van ser abolits i l'exèrcit indi creat així es va agrupar en quatre comandaments: Bengala, Madràs (incloent Birmània), Bombai (incloent Sind, Quetta i Aden) i el Panjab (incloent-hi el nord- West Frontier i Punjab Frontier Force). Cadascun estava sota el comandament d'un tinent general, que responia directament al Comandant en Cap, Índia.
Els exèrcits de la Presidència van ser abolits amb efecte a partir de l'1 d'abril de 1895 per una notificació del Govern de l'Índia a través de l'Ordre del Departament de l'Exèrcit número 981 de data 26 d'octubre de 1894, unificant els tres exèrcits de la Presidència en un sol Exèrcit indi. Els exèrcits es van amalgamar en quatre comandaments, nord, sud, oriental i occidental. L'exèrcit indi, com els exèrcits de la Presidència, va continuar donant suport armat a les autoritats civils, tant en la lluita contra el bandolerisme com en cas d'avalots i rebel·lió. Una de les primeres operacions externes que va enfrontar el nou exèrcit unificat va ser la Rebel·lió dels Bòxers a la Xina de 1899 a 1901.

### Reformes de Kitchener
Les reformes de Kitchener van començar el 1903 quan Lord Kitchener de Khartum, recentment nomenat comandant en cap de l'Índia, va completar la unificació dels tres exèrcits de la presidència , i també de la Força Fronterera del Panjab, el contingent d'Hyderabad i altres forces locals, en un sol indi. exèrcit (incloent també unitats de l'exèrcit britànic estacionades a l'Índia).
Els principis subjacents a les reformes eren que la defensa de la frontera del nord-oest contra l'agressió estrangera era la funció principal de l'exèrcit i que totes les unitats havien de tenir formació i experiència en aquest paper en aquesta frontera. A més, l'organització de l'exèrcit hauria de ser la mateixa en pau que en guerra, i el manteniment de la seguretat interna era per a l'exèrcit un paper secundari, de suport a la policia.
Lord Kitchener va trobar l'exèrcit dispers per tot el país en estacions de brigada o regiment, i en efecte, proporcionant guarnicions per a la majoria de les ciutats principals. L'exèrcit indi reformat havia d'estar estacionat en formacions operatives i concentrar-se al nord del subcontinent . El pla del comandant en cap preveia nou divisions de combat agrupades en dos comandaments de cos en els eixos principals a través de la frontera nord-oest. S'havien d'agrupar cinc divisions a l'eix Lucknow–Peshawar–Khyber, i quatre divisions a l' eix Bombai–Mhow–Quetta. Tanmateix, el cost d'abandonar unes trenta-quatre estacions i construir-ne de noves a les àrees del cos proposades es va considerar prohibitiu, i aquest aspecte del pla va haver de ser modificat.
Sota el compromís adoptat el 1905, els quatre comandaments existents es van reduir a tres, i juntament amb el Quarter General de l'exèrcit , es van disposar en deu divisions permanents i quatre brigades independents. Els comandaments estaven formats per:  Comandament del Nord, que constava de la 1a Divisió (Peshawar), la 2a Divisió (Rawalpindi), la 3a Divisió (Lahore), la Brigada Kohat, la Brigada Bannu i la Brigada Derajat; el Comandament Occidental, que estava format per la 4a Divisió (Quetta), la 5a Divisió (Mhow), la 6a Divisió (Poona) i la Brigada d'Aden, situada a Aden a la Península Aràbiga; i el Comandament Oriental, que constava de la 7a Divisió (Meerut) i la 8a Divisió (Lucknow).
El quarter general de l'exèrcit va retenir la 9a divisió (Secunderabad) i la divisió de Birmània sota el seu control directe. Les divisions numerades es van organitzar de manera que en la mobilització poguessin desplegar una divisió d'infanteria completa , una brigada de cavalleria i un nombre de tropes per a la seguretat interna o la defensa local de la frontera. Els comandaments divisionals permanents es van formar amb un establiment d'oficials d'estat major sota un major general.

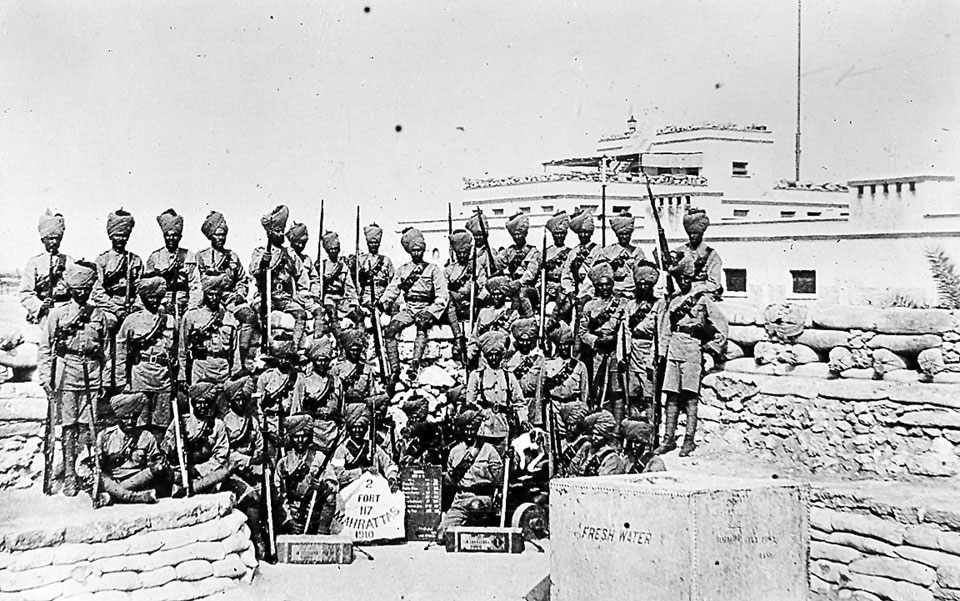
El 117è Mahrattas en un fort a la frontera del nord-oest, Índia, 1909.

Un cop finalitzades les reformes l'any 1909, l'exèrcit indi es va organitzar seguint les línies britàniques, tot i que sempre va quedar endarrerit pel que fa a l'equipament. Una divisió de l'exèrcit indi constava de tres brigades cadascuna de quatre batallons. Tres d'aquests batallons eren de l'exèrcit indi i un britànic. Els batallons indis eren sovint segregats, amb companyies de diferents tribus, castes o religions. Un milió i mig de voluntaris es van presentar de la població estimada de 315 milions al subcontinent indi.
Els batallons de regiment no estaven assignats permanentment a divisions o brigades particulars, sinó que van passar alguns anys en una formació i després van ser enviats a una altra en un altre lloc. Aquesta disposició rotativa estava pensada tant per proporcionar a totes les unitats experiència de servei actiu a la Frontera com per evitar que es "localitzessin" en estacions de regiment estàtiques. En canvi, les ubicacions divisionals es van mantenir constants

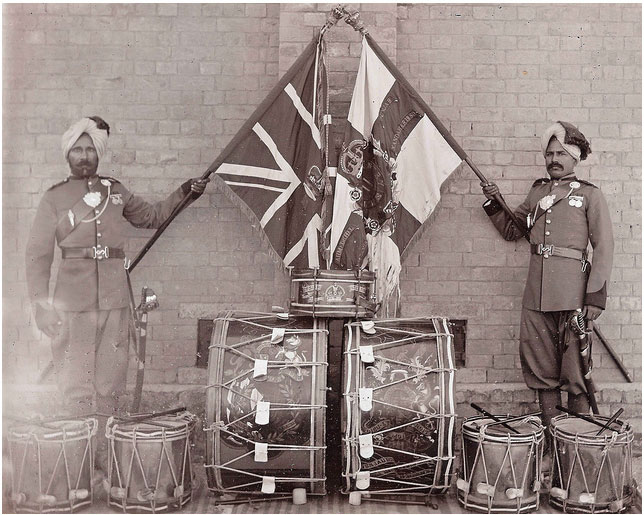
Partit de la bandera dels 52è Sikhs (Força de la Frontera) a Kohat, amb els seus colors regimentals el 1905

#### Redesignació dels regiments
Per emfatitzar que ara només hi havia un exèrcit indi, i que totes les unitats s'havien d'entrenar i desplegar sense tenir en compte els seus orígens regionals, els regiments van ser renumerats en seqüències individuals de cavalleria, artilleria, infanteria de línia i fusellers Gurkha. Les designacions regimentals van ser alterades per eliminar totes les referències als antics exèrcits presidencials. Si esqueia, s'adoptaren títols subsidiaris que recorden altres dades identificatives. Així, el 2n Llancers de Bengala es va convertir en el 2n Llancers (Gardner's Horse).
El nou ordre va començar amb els regiments de Bengala, seguits per la Força Fronterera de Punjab, després els regiments de Madras, el Contingent d'Hyderabad i Bombai. Sempre que va ser possible, es va retenir un dígit significatiu al nou número. Així, el 1r d'Infanteria Sikh es va convertir en el 51è Sikh, els 1rs Pioners de Madras es van convertir en el 61è Pioners, i el 1r de Granaders de Bombai es van convertir en els 101r de Granaders.
Els regiments Gurkha s'havien convertit en la seva pròpia línia de regiments de fusellers des de 1861. Eren cinc d'aquests fins que es van unir als antics 42è, 43è i 44è Regiments de Gurkha de l'Exèrcit de Bengala, que es van convertir en el 6è, 7è i 8è Gurkha. Rifles. Els números 42, 43 i 44 es van assignar respectivament a les Forces Irregulars de Deoli i Erinpura i al Batalló Mhairwara de Rajputana.
Les bateries de muntanya ja havien perdut el nombre dos anys abans. Amb les reformes de 1903 van ser renumerats amb vint afegits als seus números originals. L'exèrcit tenia molt poca artilleria (només 12 bateries d'artilleria de muntanya), i les bateries de la Royal Indian Artillery estaven adjuntades a les divisions. El Cos d'Enginyers de l'Exèrcit de l'Índia estava format pel Grup de Sapadors de Madras, Bengala i Bombai en les seves respectives presidències.
El Queen's Own Corps of Guides, Punjab Frontier Force, compost per esquadrons de cavalleria i companyies d'infanteria, va ser rebatejat com el Queen's Own Corps of Guides (Lumsden's), però es va mantenir sense nombre. La nova numeració i noms dels regiments es van notificar a l'Ordre de l'exèrcit de l'Índia 181 , de data 2 d'octubre de 1903.
El 1903 es va abolir el títol de Cos d'Estat Major de l'Índia, i després els oficials van ser nomenats simplement per a "l'exèrcit indi". Aleshores es va crear un Estat Major per fer front a la política militar general, la supervisió de l'entrenament en temps de pau, la realització d'operacions en guerra, la distribució de forces per a la seguretat interna o el desplegament extern, els plans per a les operacions futures i la recollida d'intel·ligència. Les funcions es van dividir al llarg de les línies britàniques en dues branques; l'Ajudant General, que s'ocupa de la formació, la disciplina i el personal, i l'Intendent General, que s'ocupa dels subministraments, l'allotjament i les comunicacions. El 1906 es va establir una branca general per ocupar-se de la política militar, l'organització i el desplegament, la mobilització i els plans de guerra, i la intel·ligència i la realització de les operacions. Els caps de les branques d'estat major van respondre al cap de l'estat major, càrrec ocupat per un tinent general. Per proporcionar formació als oficials d'estat major, l'Indian Staff College es va establir el 1905, i es va establir permanentment a Quetta des de 1907.
Sense una cadena de comandament intermèdia, el quarter general de l'exèrcit estava carregat de detalls administratius menors. Els comandants de divisions eren responsables no només de les seves formacions actives, sinó també de la seguretat interna i de les tropes voluntàries a les seves respectives àrees. En la mobilització, els estats majors de divisions van sortir al camp, sense deixar ningú per mantenir l'administració local. Els serveis de suport eren insuficients, i moltes tropes destinades a la força de camp no van ser traslladades de les seves antigues estacions a les àrees del seu nou comandament divisional. Aquests defectes es van fer evidents durant la Primera Guerra Mundial, i van conduir a una nova reorganització.
La Llei de l'exèrcit indi de 1911 va legislar la substitució dels articles de guerra indis de 1869. Va ser aprovada pel governador general. Va ser sota aspectes d'aquesta llei que l'exèrcit va acusar als acusats durant els judicis de l'exèrcit nacional indi el 1945. Va ser substituïda per la "Llei de l'exèrcit indi de 1950" després de la partició i la independència.

### Primera Guerra Mundial

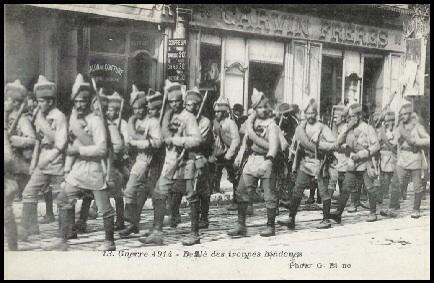
Soldats musulmans punjabis, França, Primera Guerra Mundial

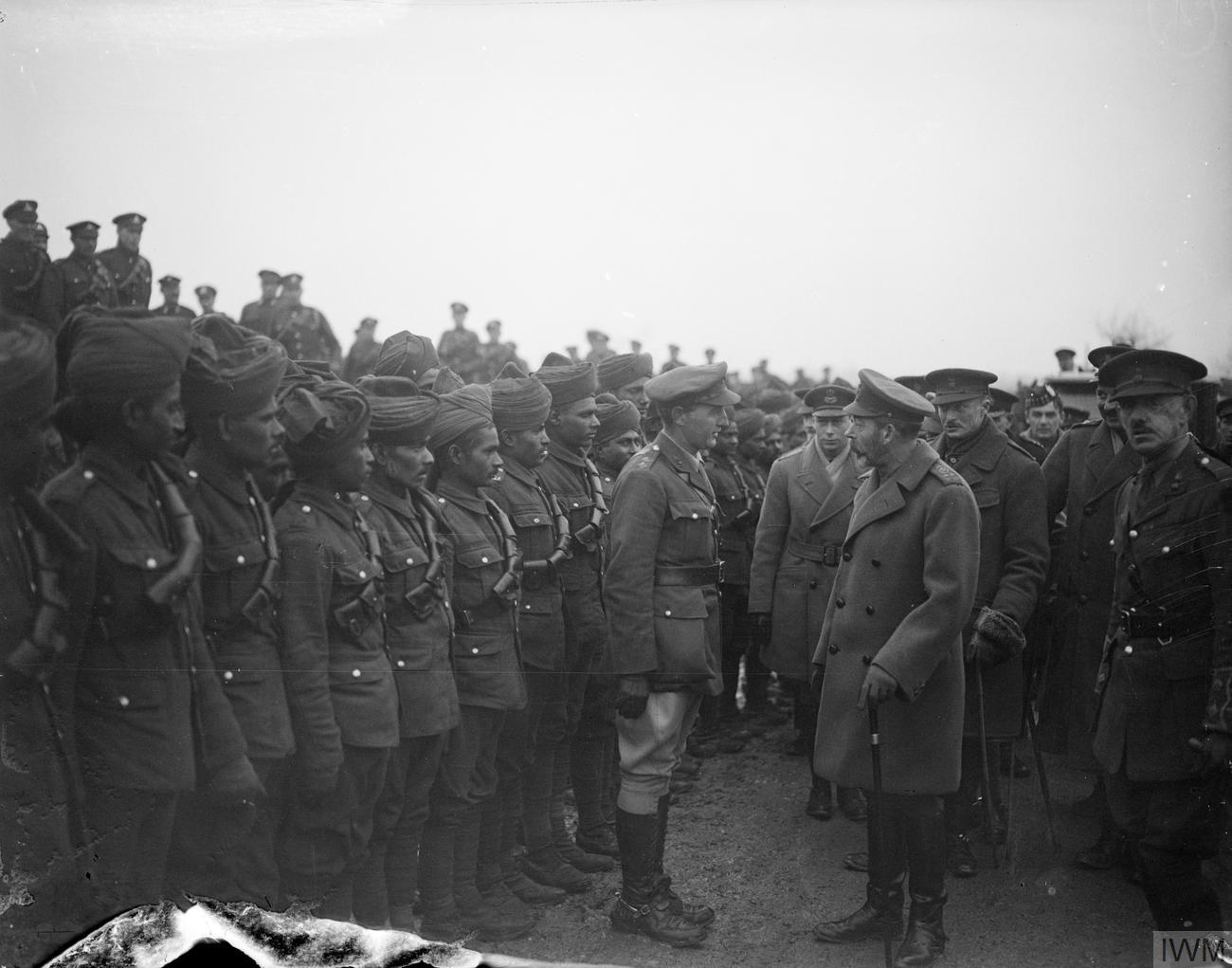
El rei Jordi V inspeccionant les tropes índies adjuntes a la Royal Garrison Artillery a Le Cateau, el 2 de desembre de 1918.

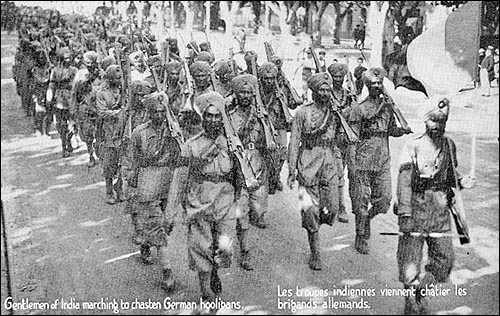
El 15è regiment sikh arriba a Marsella, França, en el seu camí per lluitar contra els alemanys durant la Primera Guerra Mundial. La postal diu: "Cavallers de l'Índia marxant per castigar els gamberros alemanys".

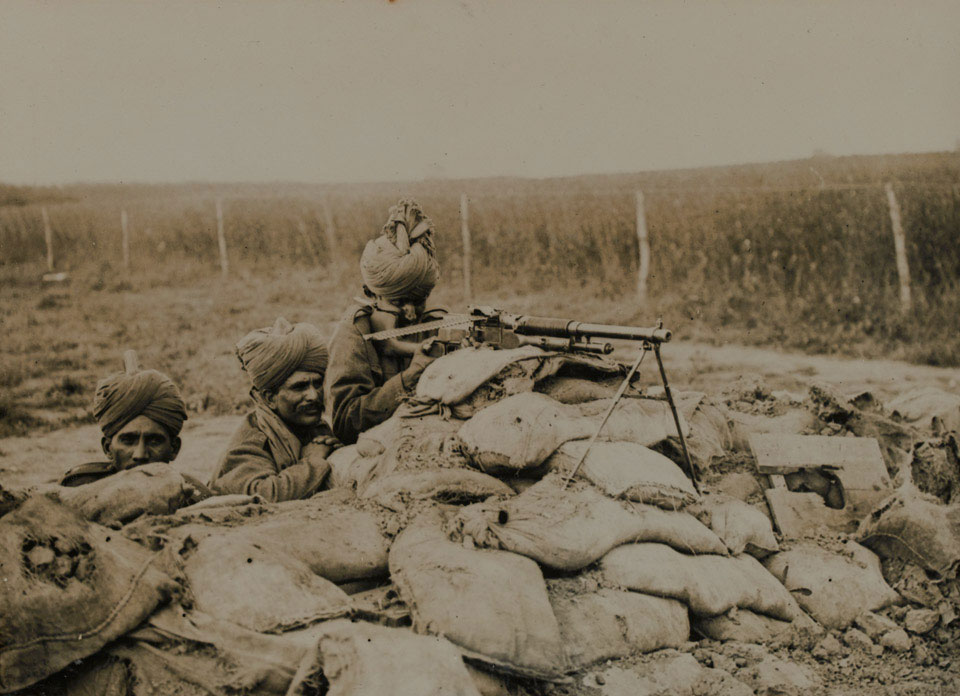
Una secció de metralladores Benét–Mercié de la 2a Infanteria Lleugera Rajput en acció a Flandes, durant l'hivern de 1914–15.

Abans de l'esclat de la Primera Guerra Mundial, la força de l'exèrcit indi britànic era de 215.000. Ja el 1914 o abans, s'havia format una novena divisió, la 9a divisió (Secunderabad). Al novembre de 1918, l'exèrcit indi va augmentar la seva mida fins a 573.000 homes.
Abans de la guerra, el govern indi havia decidit que l'Índia es podia permetre el luxe de proporcionar dues divisions d'infanteria i una brigada de cavalleria en cas d'una guerra europea. Uns 140.000 soldats van veure servei actiu al front occidental a França i Bèlgica: 90.000 al cos indi de primera línia i uns 50.000 als batallons auxiliars. Consideraven que més posaria en perill la seguretat nacional. Finalment, més de quatre divisions van ser enviades quan la Força Expedicionària de l'Índia A va formar el Cos Indi i el Cos de Cavalleria Indi que van arribar al front occidental el 1914. L'elevat nombre de baixes d'oficials que va patir el cos al principi va tenir un efecte en el seu rendiment posterior. Els oficials britànics que entenien l'idioma, els costums i la psicologia dels seus homes no podien ser reemplaçats ràpidament, i l'entorn estrany del front occidental va tenir algun efecte sobre els soldats. No obstant això, els temuts disturbis a l'Índia no van passar mai, i mentre que el Cos Indi es va traslladar a l'Orient Mitjà el 1915, l'Índia va proporcionar moltes més divisions per al servei actiu durant el curs de la guerra. El primer compromís dels indis va ser al front occidental un mes després de l'inici de la guerra, a la primera batalla d'Ieper. A l'octubre/novembre de 1914, els balutxis del 129è Duke of Connaught's Own, el primer contingent indi que va estar en contacte amb els alemanys a Hollebeke (i l'únic que va inscriure 'Ypres 1914'), el cipaya Khudadad Khan va mantenir la posició fins que va ser greument ferit. es va convertir en el primer indi a guanyar una Creu Victòria (els indis eren elegibles des de 1911). Al novembre, després d'una retirada, una secció d'exploradors del 1r Batalló del 39è Garhwal Rifles sota el lideratge de Naik Darwan Singh Negi, llavors malferit, va reinvertir les trinxeres perdudes. Per la seva valentia va rebre la segona Creu Victòria.
Prop de 700.000 soldats van servir llavors a l'Orient Mitjà, lluitant contra els turcs a la campanya de Mesopotàmia. Allà es trobaven sense transport per reabastir-se i operaven en condicions extremadament calentes i polsegoses. Liderats pel major general Sir Charles Townshend, van empènyer a capturar Bagdad, però van ser rebutjats per les forces otomanes.
A la Primera Guerra Mundial, l'exèrcit indi va veure un extens servei actiu, inclòs al  front occidental, sobretot a la batalla de Neuve Chapelle, va participar en la batalla de Gal·lípoli i a la campanya del Sinaí i Palestina. A més, va lluitar en el setge de Kut de la campanya de Mesopotàmia, i va fer campanya a l'Àfrica oriental , inclosa la batalla de Tanga.
Els participants del subcontinent indi van guanyar 13.000 medalles, incloses 12 Creus Victòria. Al final de la guerra s'havia informat d'un total de 47.746 indis morts o desapareguts; 65.126 van resultar ferits.
També van servir a la Primera Guerra Mundial les anomenades "Tropes de Servei Imperial", proporcionades pels Estats Principescos semiautònoms . Uns 21.000 es van crear durant la Primera Guerra Mundial, formats principalment per sikhs del Panjab i rajputs de Rajputana (com el Cos de Camells de Bikaner i els Llancers de Hyderabad, Mysore i Jodhpur de la Brigada de Cavalleria del Servei Imperial). Aquestes forces van tenir un paper destacat en la campanya del Sinaí i Palestina.

### Període d'entreguerres (1918–1939)
Elements de l'exèrcit van operar al voltant de Mary, Turkmenistan el 1918–19 (la missió de Malleson i la intervenció de l'Entente a la guerra civil russa). Aleshores, l'exèrcit va participar en la Tercera guerra angloafganesa de 1919. Arran de la Primera Guerra Mundial, la Força Territorial Índia i la Força Auxiliar (Índia) es van crear als anys vint. La Força Territorial de l'Índia era una organització a temps parcial, pagada i de voluntaris dins de l'exèrcit. Les seves unitats estaven formades principalment per oficials europeus i sotsoficials i tropa indis . L'ITF va ser creada per l'Indian Territorial Force Act de 1920 per substituir la secció índia de la Indian Defence Force. Va ser una força totalment voluntària inspirada en l'Exèrcit Territorial Britànic . El paral·lel europeu a la ITF va ser la Força Auxiliar (Índia).
Després de la Primera Guerra Mundial, els britànics van iniciar el procés d'indianització, pel qual els indis van ser ascendits a rangs d'oficials superiors. Els cadets indis van ser enviats a estudiar a Gran Bretanya al Royal Military College de Sandhurst, i van rebre comissions completes com a oficials indis comissionats del rei (King's Commissioned Indian Officers – KCIO). Els KCIO eren equivalents en tots els sentits als oficials comissionats britànics i tenien plena autoritat sobre les tropes britàniques (a diferència dels VCO). Alguns KCIO van ser adscrits a unitats de l'exèrcit britànic durant una part de les seves carreres.
El 1922, després que l'experiència en temps de guerra hagués demostrat que el manteniment de 130 regiments d'infanteria d'un sol batalló separats era difícil de manejar, es van crear un nombre de regiments grans (de quatre a cinc batallons), i es van fusionar nombrosos regiments de cavalleria. La llista de regiments de l'exèrcit indi (1922) mostra el nombre reduït de regiments més grans. Fins a 1932 la majoria dels oficials de l'exèrcit indi, tant britànics com indis, van ser entrenats al Royal Military College de Sandhurst, després d'aquesta data els oficials indis van rebre cada cop més la seva formació a l'Acadèmia Militar de l'Índia a Dehradun que es va establir aquell any.

### Segona Guerra Mundial
A l'esclat de la Segona Guerra Mundial, l'exèrcit indi comptava amb 205.000 homes i, a mesura que la guerra continuava, s'elevaria fins a 2,5 milions d'homes per convertir-se en la força més gran de voluntaris de la història. Durant aquest procés s'elevarien cinc cossos; que consistia en el III Cos indi, el IV Cos indi, el XV Cos indi, el XXXIII Cos indi i el XXXIV Cos indi. A més, es van formar les divisions índies 4a, 5a, 6a, 7a, 8a, 9a, 10a, 11a, 12a, 14a, 17a, 19a, 20a, 21a i 23a, així com altres forces. A més es van crear dues divisions blindades i una divisió aerotransportada. En qüestions d'administració, armes, entrenament i equipament, l'exèrcit indi tenia una independència considerable; per exemple, abans de la guerra, l'exèrcit indi va adoptar la metralladora lleugera Vickers-Berthier (VB) en comptes de la metralladora Bren de l'exèrcit britànic, alhora que va continuar fabricant i emetent el rifle SMLE No. 1 Mk III més antic durant la Segona Guerra Mundial, en comptes del Lee-Enfield No.4 Mk I que va emprar l'exèrcit britànic des de la meitat de la guerra.

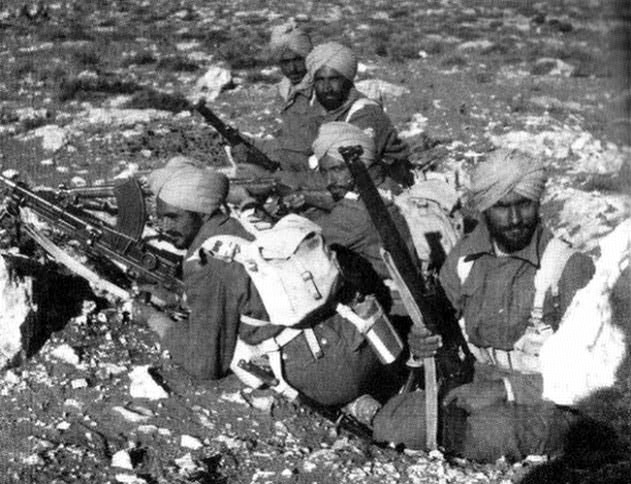
Personal sikh de l'exèrcit indi en acció durant l'exitosa operació Crusader el desembre de 1941.

Les contribucions particularment notables de l'exèrcit indi durant aquest conflicte van ser les següents:

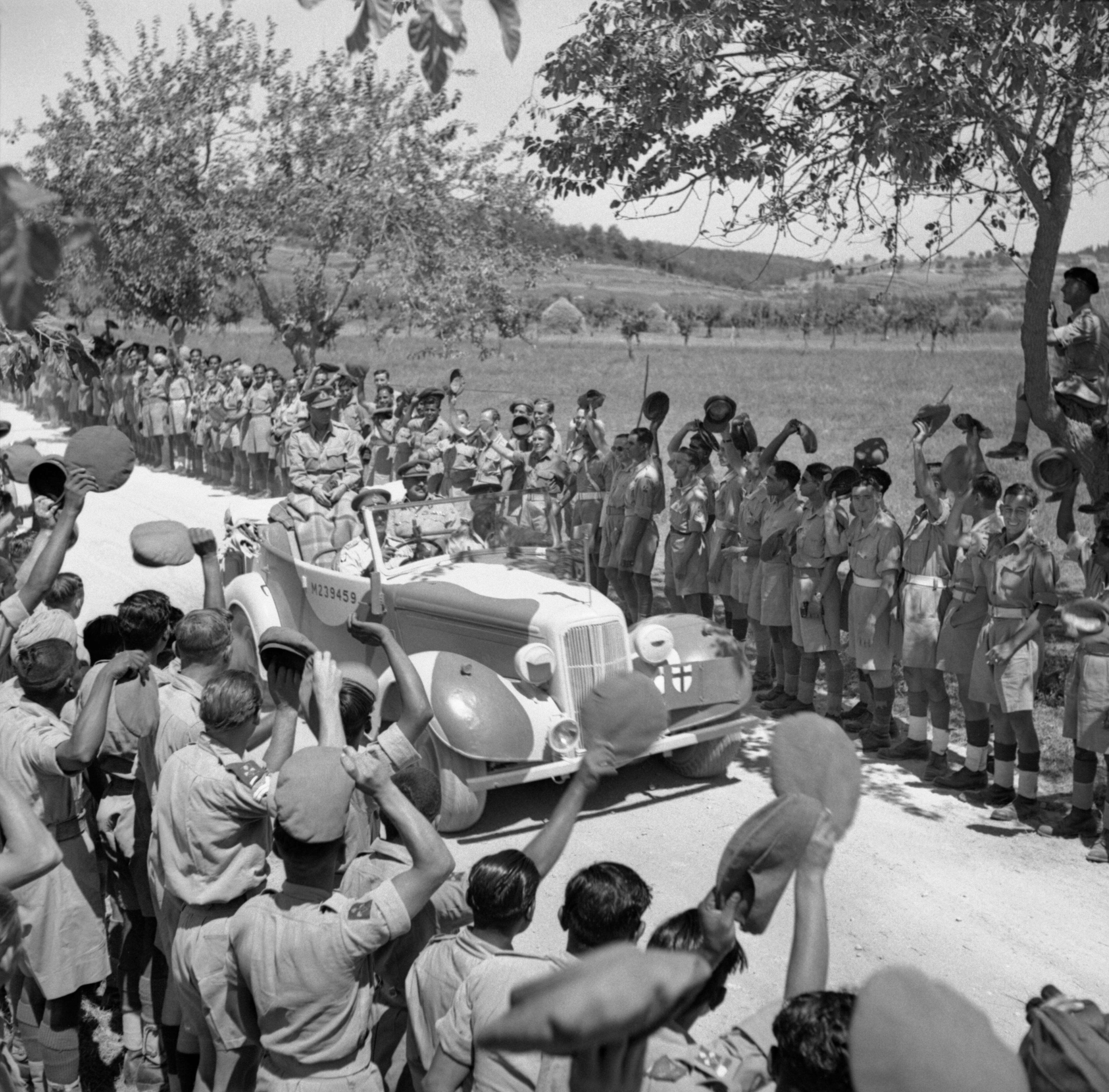
El rei Jordi VI passa per davant de les tropes índies que s'animaven a una cerimònia per investir a Sepoy Kamal Ram amb la Creu Victòria, Itàlia, 26 de juliol de 1944.

- Escenaris de la Mediterrània, l'Orient Mitjà i l'Àfrica de la Segona Guerra Mundial
  - Campanya d'Àfrica Oriental
  - Campanya del nord d'Àfrica
    - Operació Compass
    - Operació Battleaxe
    - Operació Crusader
    - Primera batalla d'El Alamein
    - Segona batalla d'El Alamein

  - Guerra angloiraquiana
  - Campanya Síria-Líban
  - Invasió anglosoviètica de l'Iran
  - Campanya italiana
    - Batalla de Monte Cassino
- Batalla de Hong Kong
- Batalla de Malàisia
- Batalla de Singapur
- Campanya de Birmània
  - Batalla de Kohima
  - Batalla d'Imphal

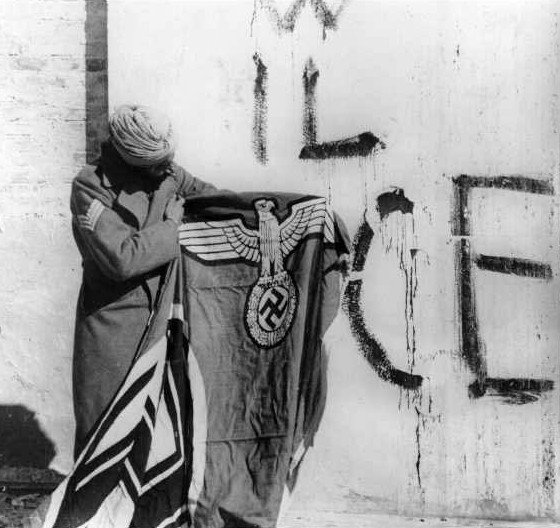
Soldat sikh amb una bandera nazi capturada

Uns 87.000 soldats indis van morir durant aquest conflicte. Els soldats indis van rebre 30 Creus Victòria durant la Segona Guerra Mundial.
Els alemanys i els japonesos van tenir relativament èxit a l'hora de reclutar forces de combat dels presoners de guerra indis. Aquestes forces eren conegudes com la Legió del Tigre i l'Exèrcit Nacional Indi (INA). El líder nacionalista indi Subhas Chandra Bose va dirigir l'INA de 40.000 persones. D'un total d'uns 55.000 indis fets presoners a Malàisia i Singapur el febrer de 1942, uns 30.000 es van unir a l'INA, que va lluitar contra les forces aliades a la Campanya de Birmània. Altres es van convertir en guàrdies als camps de presoners de guerra japonesos. El reclutament va ser una creació del major Fujiwara Iwaichi que esmenta a les seves memòries que el capità Mohan Singh Deb, que es va rendir després de la batalla de Jitra es va convertir en el fundador de l'INA.
Alguns membres del personal de l'exèrcit indi es van resistir al reclutament i van romandre presoners de guerra. Un nombre desconegut de capturats a Malàisia i Singapur van ser portats a zones ocupades pels japonesos de Nova Guinea per ser destinats a treballs forçats. Molts d'aquests homes van patir greus penúries i brutalitat, semblants a les que van experimentar altres presoners del Japó durant la Segona Guerra Mundial. Uns 6.000 d'ells van sobreviure fins que van ser alliberats per les forces australianes o nord-americanes, el 1943–45.
Durant les últimes etapes de la Segona Guerra Mundial, des de la caiguda de Singapur i la fi d'ABDACOM a principis de 1942 fins a la formació del Comandament del Sud-est Asiàtic (SEAC) l'agost de 1943, algunes unitats americanes i xineses van ser col·locades sota comandament militar britànic.

### Post Segona Guerra Mundial
El 12 de setembre de 1946, el ministre d'Afers Exteriors de l'Índia, Jawaharlal Nehru, va exigir en una carta al Comandant en Cap i Secretari de Defensa, que s'hagués d'implementar una reforma a gran escala per millorar l'exèrcit indi. Calcuta havia estat devastada per grans disturbis comunals, però l'exèrcit indi britànic va poder restablir l'ordre. Nehru va exigir amb urgència que l'exèrcit indi hagués de salvaguardar la nova democràcia de l'Índia. Nehru era nacionalista i es va oposar a la política de "divideix i domina" de l'Índia.
Com a resultat de la partició de l'Índia el 1947, les formacions, unitats, actius i personal indígena de l'exèrcit indi es van dividir, amb dos terços dels actius retinguts pel Domini de l'Índia, i un terç per al nou Domini del Pakistan. ] Com va escriure Brian Lapping, "En comparació amb les dues grans províncies [Bengala i Punjab], la partició de l'exèrcit i el servei civil era fàcil, encara que per qualsevol altre estàndard, era difícil, malbaratador i destructiu... Els homes van ser traslladats a les seves unitats. Regiments de soldats sikh i hindús de la frontera nord-oest van haver de travessar el territori musulmà per sortir del que havia de ser el Pakistan." També el 1947 es va signar un acord final pel que feia als regiments Gurkha de l'exèrcit indi britànic. Sis regiments de Gurkha, reclutats tant de l'est com de l'oest del Nepal, s'unirien a l'exèrcit britànic. Els sis regiments de Gurkha restants de l'exèrcit indi britànic es van unir al Domini de l'Índia. Durant el període de transició després de la partició, aquells regiments de Gurkha que estaven al Pakistan, van fer el seu servei, però finalment van ser traslladats a l'Índia.
La partició va reduir el desequilibri ètnic de l'exèrcit indi britànic, que es va convertir en l'actual exèrcit indi. Però, la partició va donar lloc a més desequilibri ètnic en l'exèrcit pakistanès, principalment perquè el nou estat nació del Pakistan es va formar unint-se a Punjab Occidental, NWFP, Bengala Oriental, Baluchistan i Sind. El nou exèrcit pakistanès estava format principalment per soldats de dues d'aquestes províncies. L'exèrcit de Bangla Desh, que va ser creat a partir de l'exèrcit del Pakistan en la independència de Bangla Desh, conserva moltes tradicions de l'exèrcit indi britànic.

## Organització
Els exèrcits de la Companyia de les Índies Orientals van ser reclutats principalment entre hindús i musulmans de castes avançades a la Presidència de Bengala, que estava formada per Bengala, Bihar i Uttar Pradesh, i Oudh. Això més tard es va expandir als exèrcits de les tres presidències i províncies de l'Índia britànica.
Escrivint a The Indian Army (1834), Sir John Malcolm, que va tenir una experiència de tota la vida del soldat indi, va escriure sobre la Presidència de Bengala: "Consten en gran part de Rajpoots (Rajput), que són una raça distingida entre els Khiteree (Kshatriya, o Bramins (brahmans) Podem jutjar la mida d'aquests homes quan se'ns diu que l'alçada per sota de la qual no es pren cap recluta és de cinc peus i sis polzades. La gran proporció 
dels granaders és de sis peus i més."
El significat del terme exèrcit indi ha canviat al llarg del temps, inicialment com a terme col·lectiu informal per als exèrcits de les tres presidències –l'exèrcit de Bengala, l'exèrcit de Madras i l'exèrcit de Bombai– entre 1858 i 1894. El 1895, l'exèrcit indi va començar la seva formalització. l'existència i va ser l'"exèrcit del govern de l'Índia", incloses les unitats britàniques i índies (sepoy); aquest arranjament va durar fins al 1902.
Moltes d'aquestes tropes van participar en el Motí indi, amb l'objectiu de restablir l'emperador mogol Bahadur Shah II a Delhi, en part com a resultat del tracte insensible dels seus oficials britànics. Durant aquest període, la Companyia Raj va confiar molt en els exèrcits dels estats principescos per sufocar la rebel·lió.

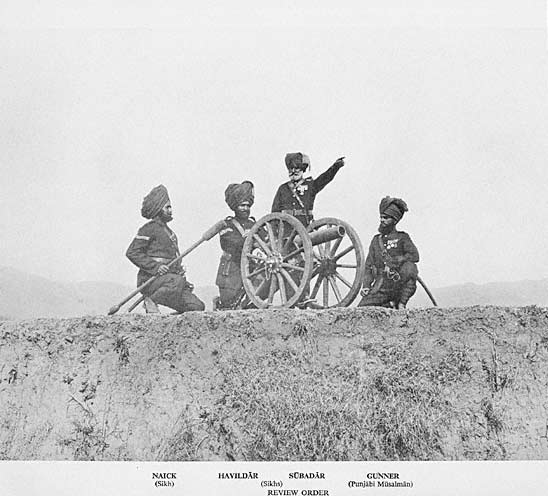
Bateria de muntanya núm. 4 (Hazara) amb un canó de muntanya RML de 7 lliures. D'esquerra a dreta subadars (sikhs) i artillers (musulmans punjabi) vers 1895.

Després, el 1903, Lord Kitchener es va convertir en el comandant en cap de l'exèrcit indi ; el seu mandat va continuar fins al 1909. Va instituir reformes a gran escala, la més gran de les quals va ser la fusió dels tres exèrcits de les Presidències en una força unificada. Va formar formacions de nivell superior, vuit divisions de l'exèrcit i brigada unitats índies i britàniques. Després de les reformes de Kitchener, es va modificar la terminologia utilitzada per a les forces militars a l'Índia, amb l'exèrcit indi referint-se a "la força reclutada localment i permanentment amb seu a l'Índia, juntament amb els seus oficials britànics expatriats". Mentre que l'exèrcit britànic a l'Índia es referia a les unitats de l'exèrcit britànic enviades a l'Índia per a un període de servei, i que després serien enviades a altres parts de l'Imperi o de tornada al Regne Unit. Comparativament, el terme Exèrcit de l'Índia significava les forces combinades tant de l'exèrcit indi com de l'exèrcit britànic a l'Índia.

### Comandament
L'oficial al comandament de l'exèrcit de l'Índia era el comandant en cap, Índia, que informava al governador general civil de l'Índia. El títol es va utilitzar abans de la creació d'un exèrcit indi britànic unificat; el primer titular va ser el major general Stringer Lawrence el 1748. A principis de 1900, el comandant en cap i el seu estat major estaven basats al GHQ India. Les posicions de l'exèrcit indi eren menys prestigioses que les posicions de l'exèrcit britànic, però la paga era significativament més gran perquè els oficials poguessin viure amb els seus sous en comptes d'haver de tenir ingressos privats. En conseqüència, les vacants a l'exèrcit indi eren molt buscades i generalment reservades per als oficials-cadets de més alt nivell que es graduaven al Royal Military College de Sandhurst. S'esperava que els oficials britànics de l'exèrcit de l'Índia aprenguessin a parlar les llengües índies dels seus homes, que acostumaven a ser reclutats de zones principalment de parla hindi. Entre els oficials destacats de l'exèrcit indi britànic incloïen Lord Roberts, Sir William Birdwood, Sir Claude Auchinleck i Sir William Slim.

## Personal

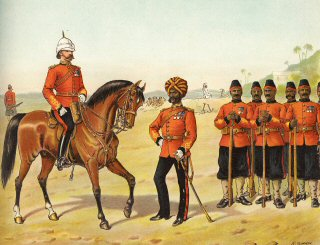
The Queen's Own Madras Sappers and Miners, 1896.

Els oficials comissionats, britànics i indis, tenien rangs idèntics als oficials comissionats de l'exèrcit britànic. Els oficials del Rei comissionats indis (KCIO), creats a partir de la dècada de 1920, tenien els mateixos poders que els oficials britànics. Els comissionats del virrei eren indis que tenien rangs d'oficial. Eren tractats en gairebé tots els aspectes com a oficials comissionats, però només tenien autoritat sobre les tropes índies i estaven subordinats a tots els oficials comissionats i KCIO del rei (i de la reina) britànics. Inclouen Subedar Major o Risaldar-Major (Cavalleria), equivalents a un Major britànic; Subedar o Risaldar (Cavalleria) equivalents a capità; i Jemadar equivalent a tinent.
El reclutament era totalment voluntari; uns 1,75 milions d'homes van servir a la Primera Guerra Mundial, molts al front occidental i 2,5 milions a la Segona.
Els suboficials incloïen els equivalents de Havildar Major de Companyia a un sergent major de la companyia; Havildar Intendent de companyia, equivalents a sergent intendent de companyia; Havildars o Daffadars (Cavalleria) equivalents a un sergent; Naik o Lance-Daffadar (Cavalleria) equivalents a un caporal britànic; i Lance-Naik o Acting Lance-Daffadar (Cavalleria) equivalents a un sots-caporal.
Les files de soldats incloïen Sepoys o Sowars (cavalleria), equivalents a un soldat rasbritànic . Els rangs de l'exèrcit britànic com ara artillers i sapadors van ser utilitzats per altres cossos.
Arran del motí indi de 1857, també anomenat motí dels sipais pels britànics, els tres exèrcits de les antigues presidències de la Companyia Britànica de les Índies Orientals van passar a la Corona Britànica. Després del motí, el reclutament va passar al que els britànics van anomenar les "carreres marcials", en particular els sikhs, els awans, els gakhars i altres musulmans punjabis, balutxis, paixtus, marathes, bunts, nairs, rajputs, yadavs, gurkhes, garhwalis, janjuas, maravars, kallars, vellalar, dogras, jats, gurjars, Mahars i Sainis. Els gurkhas havien anat a l'exèrcit britànic i se sabia que poques vegades s'havien rebel·lat. Els sikhs, després de la Primera i Segona Guerra Sikh, van tractar l'exèrcit britànic com un reemplaçament de l'exèrcit sikh Khalsa